# 4-я дивизия войск НКВД по охране железнодорожных сооружений
4-я дивизия войск НКВД по охране железнодорожных сооружений — воинское соединение НКВД СССР в Великой Отечественной войне.

## История
Приказом НКВД СССР № 00206 от 08.03.1939 «О реорганизации Управления пограничными и внутренними войсками» во исполнения Постановления СНК СССР № 154-16сс от 02.02.1939 «О реорганизации управления пограничными и внутренними войсками» 5-я отдельная Киевская железнодорожная бригада войск ОГПУ СССР переформирована в 4-ю дивизию войск НКВД СССР по охране железнодорожных сооружений.
Управление дивизии и 56-й полк дислоцировались в Киеве, 55-й полк в городе Коростень, 57-й полк на станции Шевченко.
До Великой Отечественной войны дивизия выполняла задачи по охране железнодорожных сооружений на Юго-Западной железной дороге, Винницкой железной дороге (после войны вошла в состав Юго-западной железной дороги), Одесской железной дороге, Кишинёвской железной дороге, важных стратегических мостов шоссейных дорог в Киевской, Черниговской, Житомирской, Винницкой областях. До 12 октября 1939 года подразделения и гарнизоны расположенные в районе границы с Польшей оказывали содействие Пограничным войскам в охране государственной границы. Затем до начала Великой Отечественной войны в охране зоны заграждения, проходившей по бывшей советско-польской границе. С июня 1940 года подразделения и гарнизоны 57-го полка расположенные в районе границы с Румынией оказывали содействие Пограничным войскам в охране государственной границы.
В 1940 году зенитно-пулемётные роты дивизии принимали участие в Советско-Финской войне.
По состоянию на 1 июня 1941 года численность дивизии составляла 4669 военнослужащих.
На 22 июня 1941 года дивизия дислоцировалась:
- Управление дивизии — Киев
- 55-й полк
  - Управление полка — Коростень
  - 1-й батальон — Овруч
    - 1-я рота — Овруч
    - 2-я рота — Чернобыль

  - 2-й батальон — Казатин
    - 3-я рота — Казатин
    - 4-я рота — станция Шепетовка

  - резервная рота — Коростень
  - полковая школа — Жмеринка
  - Бронепоезд № 55 — Коростень, командир капитан Судаков, Дмитрий Матвеевич[3].
- 56-й полк
  - Управление полка — Киев
  - 1-я рота — Киев
  - 2-я рота — Чернигов
  - 3-я рота — мост через реку Тетерев
  - 4-я рота — мост через реку Днепр, Черкассы
  - резервная рота — Киев
  - полковая школа — Киев
  - учебный дивизион бронепоездов (после 22.06.1941 бронепоезд № 56) — станция Черкассы, командир старший лейтенант Ищенко, Пётр Кириллович[4]
- 57-й полк
  - Управление полка — станция Шевченко
  - 1-й батальон — станция Знаменка
    - 1-я рота — станция Христановка
    - 2-я рота — станция Знаменка
    - 3-я рота — станция Помощная

  - 2-й батальон — Кишинёв
    - 4-я рота — Одесса
    - 5-я рота — станция Бессарабская
    - 6-я рота — станция Бельцы

  - резервная рота — станция Шевченко
  - полковая школа — станция Знаменка
  - Бронепоезд № 57 — станция Знаменка, командир капитан Солохин, Михаил Иванович[5]
- 81-й отдельный батальон по охране особо важных предприятий промышленности — Вышгород.

В составе действующей армии с 26 июня 1941 года по 16 января 1942 года.
В период Великой Отечественной войны дивизия выполняла задачи по охране железнодорожных сооружений на Юго-Западной железной дороге, Винницкой железной дороге, Одесской железной дороге, Кишинёвской железной дороге, важных стратегических мостов шоссейных дорог в Киевской, Черниговской, Житомирской, Винницкой областях, линий ВЧ-связи на участках Киев — Нежин — Бахмач — Конотоп, Киев — Гребёнка — Бахмач — Конотоп, войскового тыла 5-й, 37-й, 40-й, 9-й, 56-й армий, принимала участие в борьбе с диверсионно—разведывательными группами противника, с бандитизмом на Украине и Молдавии, части и подразделения дивизии принимали участие в оборонительных боях в Молдавии и на Украине, обороне Киева.
22 июня 1941 года в 4 часа утра 2-й батальон 57-го полка, охранявший железнодорожные мосты через реку Прут, первым из состава дивизии принял бой с противником. К 26 июня 1941 года на базе 2-го батальона 57-го полка сформирован 114-й полк, вошедший в состав дивизии. Также к этому времени в Казатине был развёрнут 34-й резервный батальон. 28 июня 1941 года дивизия перешла в оперативное подчинение начальнику войск НКВД по охране войскового тыла Юго-Западного фронта.
В июле 1941 года часть 57-го полка дивизии отступила в Одессу и в дальнейшем принимали участие в её обороне. 114-й полк находясь в оперативном подчинении Южного фронта отходил на Мелитополь. Остальные подразделения дивизии с июля по 19 сентября 1941 года принимали участие в обороне Киева, где 15 сентября 1941 года попали в окружение.
В Киевской оборонительной операции войска дивизии оказали большое влияние на ход боевых действий. С 16 по 22 июля 1941 года подразделения 56-го полка принимали участие в обороне Фастова. В августе 1941 года 55-й полк дивизии обеспечил отступление 5-й армии к Киеву, уничтожив в арьергардных боях до 1200-т гитлеровцев. 4 сентября 1941 года 1-й батальон 56-го полка принял под охрану линию ВЧ-связи соединявшую Киев с Москвой. 19 сентября подразделения дивизии последними покинули Киев, обеспечив подрыв всех существовавших мостов через Днепр. 23 сентября 1941 года 56-й полк дивизии обеспечил выход из окружения частей 37-й армии захватив населённый пункт Барышевка и переправу через реку Трубеж около него и удерживал переправу до окончания движения через неё частей 37-й армии. В ходе боя полк был практически полностью уничтожен. В ходе прорыва из окружения, предпринятого 25 сентября 1941 года удалось прорваться только 27-ми командирам и бойцам полка.
Во время Киевской оборонительной операции бронепоезда дивизии были переданы в 26-ю армию, сражавшуюся южнее Киева, где и погибли.
1 октября 1941 года дивизия провела свой последний бой при прорыве из окружения в районе села Девички, при прорыве дивизия понесла большие потери и расселась на мелкие группы, фактически перестав существовать как единое соединение. Приказом НКВД СССР № 00293 от 11.02.1942 года дивизия была переформирована в 25-ю дивизию войск НКВД СССР по охране железных дорог.

## Состав
- 55-й железнодорожный полк
- 56-й железнодорожный полк
- 57-й железнодорожный полк
- 64-й железнодорожный полк
- 114-й железнодорожный полк
- 227-й конвойный полк (передан дивизии в оперативное подчинение в августе 1941 года)
- 81-й отдельный батальон по охране особо важных предприятий промышленности
- 34-й отдельный резервный железнодорожный батальон[6]

## Командиры
- Ачкасов, Александр Иванович, генерал-майор — (08.03.1939 — 23.06.1941)
- Мажирин, Фёдор Максимович, полковник — (23.06.1941 — 01.10.1941)

## Память
В селе Чубинское, Бориспольского района, в районе которого в 1941 года оборонялись воины дивизии, в 1984 году был установлен памятный знак бойцам дивизии. В 2016 году, согласно решению сельского совета, упоминание дивизии из надписи на памятнике было удалено